# غارة حزب الله عبر الحدود 2005
غارة حزب الله عبر الحدود 2005 كانت محاولة فاشلة من قبل حزب الله لاختطاف جنود الجيش الإسرائيلي. كانت أكبر عملية من هذا النوع التي شنت قبل حرب لبنان 2006.

## الخلفية
في عام 2000 شن حزب الله غارة ناجحة عبر الحدود. قتل ثلاثة جنود إسرائيليين وهم عدي أفيتان وبنيامين أفراهام وعمر سويد واستولى على جثثهم. يذكر أن إسرائيل أطلقت سراح 30 سجينا لبنانيا وعربا و435 سجينا فلسطينيا وجثث 59 من مقاتلى حزب الله والمدنيين اللبنانيين مقابل رفات الجنود الثلاثة واختطفت رجل الأعمال الإسرائيلي الشنان تينينباوم. بعد انسحاب القوات الإسرائيلية من المنطقة الأمنية لمزارع شبعا في جنوب لبنان في العام نفسه تسلل مقاتلو حزب الله مرارا وتكرارا إلى الأراضي الإسرائيلية لاختطاف جنود الجيش الإسرائيلي وتبادلهم لحزب الله والأسرى الفلسطينيين المحتجزين في إسرائيل. في يونيو 2005 قامت وحدة من لواء المظليين الإسرائيلي التي تقوم بدوريات في الحدود بتحديد ثلاثة لبنانيين تم تحديدهم على أنهم أعضاء في «القوة الخاصة» لحزب الله وفتحوا النار مما أسفر عن مقتل أحدهم. ثم شن حزب الله هجومين أخريين غير ناجحين على دوريات الحدود الإسرائيلية.

## الغارة
في 21 نوفمبر 2005 أرسل حزب الله في فريق من مقاتليه «القوة الخاصة» يستخدمون الدراجات النارية ومركبات النقل الجوي إما لإلقاء السجناء أو الجثث. هاجم المسلحون موقعا عسكريا في قرية غجر الحدودية في مرتفعات الجولان التي تحتلها إسرائيل والتي يقودها جنود لواء المظليين الإسرائيلي. قتل رجل الشرطة العريف ديفيد ماركوفيتش البالغ من العمر 20 عاما قنبلة صاروخية يحملها مسلحون من حزب الله مما أسفر عن مقتل ثلاثة أشخاص ثم أطلقوا النار على مسلح رابع وقتلوه. تلقى العريف ماركوفيتش وعائلته قدرا كبيرا من اهتمام وسائل الإعلام في إسرائيل بعد الحادث. ردت إسرائيل بضربات جوية ومدفعية على مواقع حزب الله في لبنان. كما هدمت القوات اإلسرائيلية العديد من البؤر الاستيطانية التابعة لحزب الله في النصف اللبناني من غجر وتبادلت النيران مع مقاتلي حزب الله. أطلق حزب الله بدوره الصواريخ وقذائف الهاون على المدن الإسرائيلية والمواقع العسكرية.

## فيما بعد
في يوليو 2006 هاجم مقاتلو حزب الله هامفي إسرائيلي مسلح كانوا يقومون بدورية على الحدود مما أسفر عن مقتل خمسة جنود إسرائيليين. تم الاستيلاء على جثتين. قتل خمسة جنود إسرائيليين في محاولة إنقاذ فاشلة. ردت إسرائيل بضربات جوية ومدفعية وحصار بحري وجوي وغزو أرضي لجنوب لبنان في حين رد حزب الله بإطلاق الصواريخ على إسرائيل وشارك الإسرائيليين في حرب العصابات من المواقف المتشددة. وافقت إسرائيل في النهاية على تبادل ستة سجناء وجثث حوالي 200 من حزب الله والمسلحين الفلسطينيين لجثث الجنديين.